# Герб Ештаррежі
Ге́рб Ештарре́жі — офіційний символ містечка Ештаррежа, Португалія. Використовується як територіальний герб. У чорному щиті синій хвилястий перев'яз зі срібними краями. На перев'язі три срібні риби, лицем догори, одна за одною. Обабіч перев'язу шість золотих качани кукурудзи із зеленим листям: три згори і три знизу. Щит увінчує срібна мурована містечкова корона з чотирма вежами.  Під щитом біла стрічка, на якій великими літерами напис португальською: «vila de Estarreja» (містечко Ештеррежа).  Офіційно затверджений 17 січня 1936 року.  2004 року Ештаррежа отримала статус міста, але використовує старий герб містечка.

## Галерея

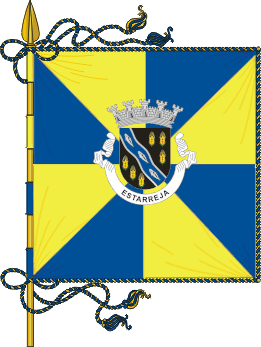
Прапор